# Хохлатый змееяд
Хохлатый змееяд (лат. Spilornis cheela) — хищная птица среднего размера, обитающая в лесах тропической Азии, в пределах Индийского субконтинента, в Юго-Восточной Азии и Восточной Азии. В зависимости от континента между хохлатыми змееядами имеются различия, а некоторые эксперты рассматривают некоторые подвиды как отдельные виды. Видовой эпитет (cheela) представляет собой латинскую транскрипцию слова «коршун» (चील) на языке хинди.

## Таксономия
Впервые описан Джоном Лейтемом на основе особи, происходящей из Лакхнау в Индии. Первоначально был отнесён к соколам, латинское название вида звучало как Falco cheela. В данный момент относится к роду хохлатых змееядов.
Ранее в состав вида относили и других хохлатых змееядов (например, андаманского, никобарского и филиппинского). В целом таксономический статус многих видов Spilornis и подвидов Spilornis cheela до сих пор не ясен: все они близки друг к другу генетически, а внешне отличаются прежде всего размерами и окраской оперения, из-за чего их точная классификация затруднительна.
На ноябрь 2024 года выделяют 21 подвид:
- большой хохлатый змееяд[5] (S. cheela cheela) (Latham, 1790) — север Индии, Непал, Бутан, Бангладеш, Пакистан.
- S. cheela melanotis (Jerdon, 1844) — юг Индии: от Гуджарата до Индо-Гангской равнины.
- S. cheela spilogaster (Blyth, 1852) — Шри-Ланка.
- S. cheela burmanicus (Swann, 1920) — Мьянма, южный Китай, Таиланд и Индокитай.
- S. cheela ricketti (W. L. Sclater, 1919) — южный Китай и северный Вьетнам.
- S. cheela malayensis (Swann, 1920) — Малайский полуостров и северная Суматра.
- S. cheela davisoni (Hume, 1873) — Андаманские острова.
- S. cheela perplexus (Swann, 1922) — острова Рюкю.
- S. cheela hoya (Swinhoe, 1866) — Тайвань.
- S. cheela rutherfordi (Swinhoe, 1870) — Хайнань в Китае.
- S. cheela pallidus (Walden, 1872) — север Борнео.
- S. cheela richmondi (Swann, 1922) — юг Борнео.
- S. cheela natunensis (Chasen, 1935) — острова Бунгуран и Белитунг.
- S. cheela sipora (Chasen & Kloss, 1926) — острова Ментавай.
- S. cheela batu (Meyer de Schauensee & Ripley, 1940) — юг Суматры и острова Бату.
- S. cheela asturinus (A. B. Meyer, 1884) — остров Ниас.
- S. cheela abbotti (Richmond, 1903) — остров Симёлуэ.
- S. cheela bido (Horsfield, 1821) — Ява и Бали.
- S. cheela baweanus (Oberholser, 1917) — остров Бавеан.
- S. cheela palawanensis (W. L. Sclater, 1919) — остров Палаван в Филиппинах.
- S. cheela minimus (Hume, 1873) — Никобарские острова.

## Описание
Размеры очень сильно варьируются в зависимости от подвида.
Номинативным подвидом считается самый крупный из них — S. c. cheela — размеры тела которого составляют 50–74 см, размах крыльев — 109–169 см (длина крыла 47–51 см у самцов, 48–53 см у самок), длина хвоста — 29,5–31,5 см, длина цевки — 10–10,5 см у самцов и 10–11,5 см у самок.
В то же время у, вероятно, самого мелкого из подвидов — S. c. minimus — размер крыла достигает от 26 до 29 см у самцов и от 29 до 30 см у самок, длина хвоста — около 19 см и длина цевки — около 7,5 см.
Масса варьируется от 420 до 1800 г: так, например, самцы S. c. palawanensis весят около 688 г, самки — в районе 853 г, S. c. asturinus — ок. 420 г самцы и 565 самки, а представители S. c. pallidus — 675–925 г. Материковые подвиды обычно крупнее островных: S. c. burmanicus весит около 900 г, S. c. hoya — ок. 1200 г. В отдельных случаях вес может достигать 2300 г.
Самки обычно на 4-6% крупнее самцов, хотя у некоторых подвидов разница достигает 17%.
В целом это среднего размера птица с относительно большой головой, величиной похожая на канюков. Крылья широкие и короткие, хвоста тоже короток.
На затылке перья удлиненны и немного распушены, напоминают «хохолок», от которого и произошло название рода.
Оперение тёмно-коричневое, несколько варьируется в зависимости от подвида. Грудь, брюхо и шея светлее, чем спина и крылья, самые тёмные же участки — это макушка головы, хвост и кончики маховых перьев. На хвосте и внутренней стороне крыла имеются широкие белые поперечные полосы. Известно, что подвиды, обитающие во влажных регионах (например, S. c. abbotti и S. c. bido) имеют более тёмную окраску.
Молодые особи имеют значительно более светлое оперение, особенно спереди (на груди и брюхе) и на голове, а радужка глаз у них серовато-коричневая.
Неоперённые участки (перед головы, ноги, восковица и радужка глаз) у взрослых особей — жёлтые.
S. c. melatonis — относительно небольшая птица, оперение в районе щёк сероватое, пятен на груди нет, основание хвоста сероватое.
S. c. spilogaster — достаточно крупная птица, горло и щёки сероватые, грудь коричневая.
S. c. davisoni — по величине напоминает spilogaster, однако имеет более светлое оперение, низ тела тёмно-жёлтый. На груди и горле имеются продолговатые тёмно-коричневые пятна.
S. c. burmanicus — среднего размера, оперение достаточно светлое, щёки и горло коричневатые. Грудь покрыта маленькими, волнистыми пятнышками. Полоса на внутренней стороне крыльев широкая относительно таковой у других подвидов.
S. c. malayensis — мельче, чем burmanicus, горло и щёки тёмно-коричневые, на хвосте имеются две полосы.
S. c. batu — имеет ещё более мелкие размеры и более тёмное оперение.
S. c. richmondi — примерно такого же размера, как batu, оперение более светлое, щёки и горло серые, на груди нет узора из пятен.
S. c. pallidus — хвост длиннее, а оперение темнее, чем у richmondi.
S. c. ricketti — крупные, верхняя часть тела достаточно светлая. Грудь покрыта продолговатыми пятнышками, на остальных частях тела этих пятен меньше.
S. c. ruthenfordi — мельче, чем ricketti, оперение более тёмное, рисунок на груди более чёткий.
S. c. hoya — примерно такого же размера, как ruthenfordi, оперение ещё более тёмное, горло и щёки черноватые. На груди пятен практически нет, в то время как на остальной нижней части тела их достаточно много.
S. c. bidu — верх тела и грудь очень тёмные, горло и щёки черноватые. Пятна на плечах и груди образуют чёткий рисунок.
S. c. palawanensis — имеет тёмно-рыжий рисунок на нижней части тела.

## Поведение и экология
Питается рептилиями, в первую очередь ящерицами и змеями (на что и указывает название вида), а также мелкими птицами, грызунами, крабами, угрями и лягушками. В одном из исследований было описано 17 видов жертв: среди них 74% составляли рептилии, 18% — птицы, 7% — земноводные и по 0,5% — млекопитающие и рыбы. Был также замечен при поедании термитов и больших дождевых червей.
Для поиска добычи выбирает насест вблизи поляны, на опушке леса или около ручья, садится на него и неподвижно высматривает животных. Ест на земле или на возывшенных насестах.
Начало сезона размножения варьируется в зависимости от местности, высоты над уровнем моря и сезона дождей: в южной Индии припадает на декабрь-март, в северной Индии и на Шри-Ланке — на февраль-май, в Бирме и Суматре — на февраль апрель, на Яве — на февраль-ноябрь. В Бирме также было зарегистрировано второе гнездование в июне. Гнёзда имеют 55-105 см в длину и 10-30 см в глубину; выложены травой и листьями; строятся обоими родителями на деревьях на высоте от 6 до 25 м от земли., часто — вблизи реки. Исследования в Индии указывали на то, что хохлатые змееяды часто возвращаются к старым гнёздам, исследования в Пинанге, в свою очередь, зафиксировали, что птицы строят новое гнездо каждый год. Иногда занимает старые гнёзда других видов, например, бенгальских грифов. В показательных полётах участвует пара птиц: они парят в небе, совершая волнообразные движения, и как бы демонстрируют угрозу, задирая голову и хвост и поднимая вверх крылья. Самка откладывает одно яйцо, реже — два (в таком случае выживает только один птенец). При потере яиц возможна вторая кладка через две-семь недель. Яйца высиживает только самка; когда она покидает гнездо на время охоты, его охраняет самец. Птенцы вылупляются через 37-42 дня и находятся в гнезде в течение следующих 59-65 дней. Оба родителя участвуют в кормлении потомства.
В кишечнике хохлатых змееядов было обнаружено несколько видов эндопаразитических нематод, в том числе, например, Madelinema angelae. У птиц, живущих на Тайване, наблюдался вирус птичьей оспы. Было описано несколько видов птичьих вшей, включая, среди прочего, Kurodaia cheelae.
Было замечено, что серые синицы часто гнездятся поблизости гнёзд хохлатого змееяда: предположительно из-за того, что последние обеспечивают безопасность от других хищников. Помимо этого, синицы часто навещают гнёзда змееядов, чтобы собрать мех с останков млекопитающих.